# Mitologia słowiańska
Mitologia słowiańska – mity w religii Słowian.
Pod pojęciem mitologii słowiańskiej rozumie się zarówno mityczny obraz świata zawarty w wierzeniach Słowian, jak i konkretne teksty (mity) wynikające z narratywizacji tego obrazu. Choć do dziś nie zachowały się bezpośrednio żadne przedchrześcijańskie mity słowiańskie, to jednak badacze pokroju Władimira Toporowa postulują możliwość odtworzenia ich na podstawie zachowanych tekstów poszczególnych tradycji słowiańskich, które przechowały treści mityczne w ramach planu językowego i tekstowego.

## Stworzenie świata

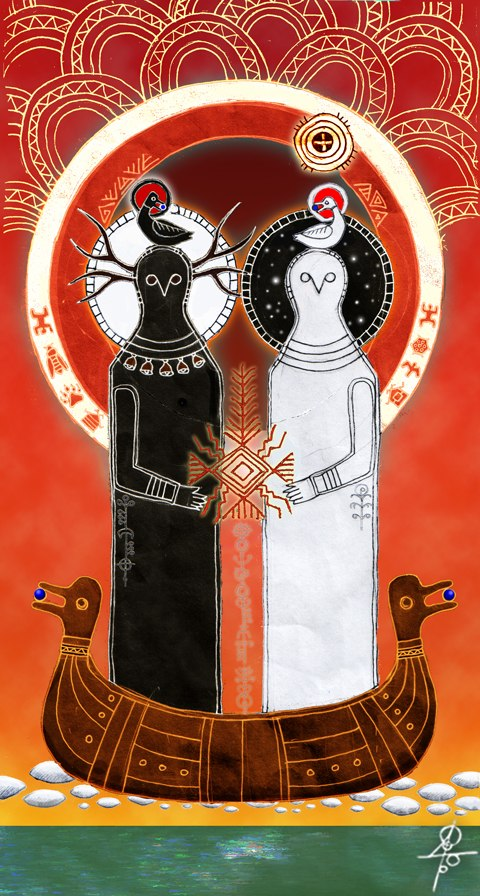
Ilustracja mitu o stworzeniu świata, bazujący na sztuce ludowej, mitach wyłowienia i opisach Białoboga oraz Czarnoboga

Jedną z podstaw większości religii jest mit o stworzeniu świata, czyli tzw. mit kosmogoniczny, tłumaczący kto, w jakich okolicznościach, w jaki sposób i dlaczego stworzył świat. U Słowian kształtował się zdecentralizowany obraz kreacji świata – stworzenie świata było tworem zbiorowym, a poszczególne jego części były w tekstach ustnych opisywane odrębnie:
Najczęstszą historię słowiańską o samych początkach świata stanowi tzw. mit wyłowienia, który Słowianie dzielili z Bałtami oraz Ugrofinami.
Rdzeń mitu stanowi wątek wedle którego świat początkowo był tylko morzem, na którym w łodzi dryfował Bóg. Spotkał on pływającego w wodzie diabła, którego wpuścił do łodzi. Następnie posłał go pod wodę, by wyłowił z dna nieco ziemi. Z wyciągniętego ziarnka piasku stworzył wyspę stanowiącą pierwszy element nadwodnego świata. W micie tym początkowo Bóg i diabeł współpracują ze sobą, dopiero z czasem popadając w konflikt. Bóg nie jest wszechwiedzący ani wszechmogący – w różnych wersjach mitu prosi o radę diabła lub musi korzystać z jego pomocy. Wyraźny jest podział kompetencji – do boga należy władza nad światem nadziemnym i niebem, natomiast do diabła nad podziemiami i co charakterystyczne dla słowiańskiej wersji mitu, światem wodnym. Tym samym bóg ma charakter uraniczny, natomiast diabeł chtoniczny i akwatyczny. Ten silnie dualistyczny mit odnajdywany jest w opowieściach ludowych z terenów Bułgarii, Prus Wschodnich, Litwy, Ukrainy, Polski czy Białorusi, a istoty często utożsamia się z połabskimi oraz pomorskimi bóstwami – Białobogiem oraz Czarnobogiem.
Część badaczy zastanawiała się czy mit ten (podobnie jak wiara w Białoboga i Czarnoboga) nie stanowi wpływów dualistycznej sekty bogomiłów, która uzyskała silną pozycję w Bułgarii, Serbii czy Bośni we wczesnym średniowieczu, bądź nawet jeszcze wcześniejszych wpływów Persji. Uznano jednak ostatecznie rdzenność motywu, gdyż tekst tej historii nie występuje w żadnym tekście bogomilskim, zaś sam mit nie występuje też na obszarach opanowanych przez bogomilizm, również na zachodzie Europy, gdzie katarzy wpływali na miejscowy folklor. Mit ten natomiast istniał na terenach Polski, Ukrainy i Białorusi, gdzie wiara bogomilska nigdy nie dotarła, oraz ma kilkadziesiąt wersji w krajach Bałtów i izolowanych Ugrofinów.
Mit wyłowienia wraz z dualizmem istot, występuje powszechnie też w religiach izolowanych ludów syberyjskich, między innymi Ewaneków.
Rosyjski badacz Władimir Toporow w oparciu o kontrowersyjną analizę rodzimych bajek zasugerował możliwość istnienia mitu o jaju kosmicznym, w którym świat powstał z rozbicia jaj zdobytych w efekcie pojedynku bohatera z wężowatymi stworami – żmijami-smokami.

## Mity pochodzenia

### Powstanie gór
- Tatry miały powstać dzięki wysiłkom jednego z aniołów, który chcąc udowodnić, że jest równie potężny jak Bóg, wypiętrzył najwyższe góry w regionie, doprowadzając się do granic wytrzymałości. Deszcz jednak doprowadził do spłukania ziemi z masywów skalnych, co spowodowało powstanie ogromnych, gołych szczytów. By naprawić szkody, Bóg stworzył górali, niezależnie od innych ludzi i obdarzył ich dużą siłą i odwagą[9].
- Na wschód od Tatr znajdować się miało Królestwo Olbrzymów, które zdecydowały się na inwazję na Ziemię Krakowską, lecz na skutek niejasnej bariery, olbrzymy zostały poskromione i zmienione w góry, stając się Karpatami. Jedynie ich przywódca, który zmienił się w króla węży wdrapał się na szczyty gór, aby spojrzeć na swoje dawne królestwo, dlatego też na szczytach Karpat rośliny nie mogły wyrosnąć[10].
- Bieszczady rozumiano jako domenę Biesów i Czadów, demonów które blokowały osadnictwo w górach, lecz ostatecznie zjednoczone siły nawróconych Czadów, oraz górala zwanego Sanem (nazwa rzeki), pokonały Biesa, umożliwiając kolonizację Bieszczadów[11].
- Błędne Skały w Górach Stołowych tłumaczono zemstą demonicznego Rubezahla, który zdenerwowany na kapłanów doprowadził do zawalenia się ziemi[12].
- Góra Prutasz w Czarnogórze miała być zamieszkiwana przez wróżki, które zaprosiły Todora, ukochanego Róży do tańca, ale zabiły go gdy zobaczyły, że zachował on dla pewności broń. Górale w akcji odwetowej zdobyli górę i zabili, bądź wypędzili wszystkie wróżki, a ich wyrwane włosy zmieniły się w żółtą trawę na zboczu góry.

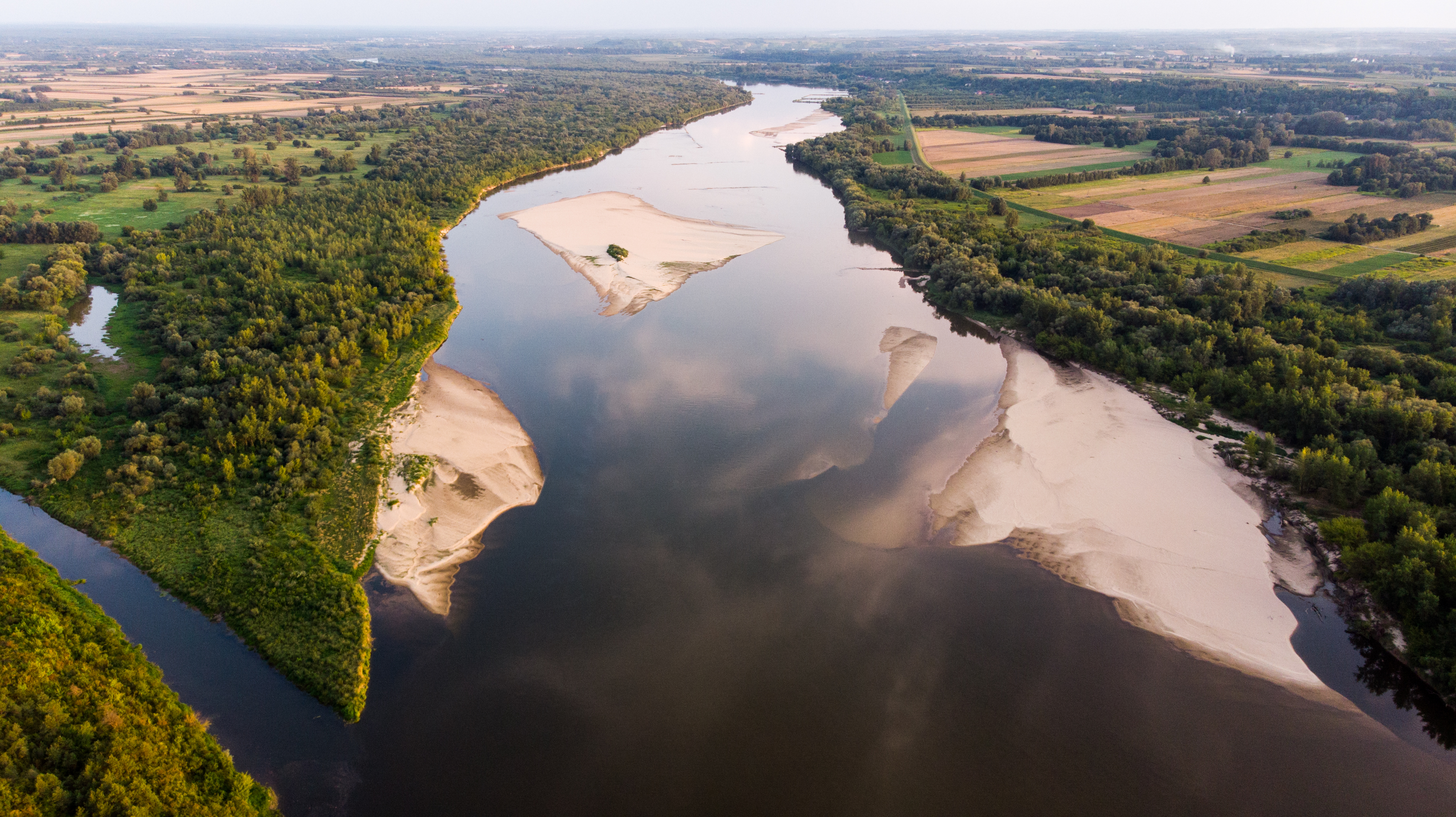
Wisła – główna rzeka Środkowej Europy była tak jak inne, obszarem kultu akwatycznego u Słowian

### Powstanie zbiorników wodnych
Rzekom oddawano cześć i uważano je za byty osobowe. Czczono też jeziora i każdy zbiornik mógł mieć swoje bóstwo. Szczególnie rozwinięta była mitologia mówiąca o powstaniu akwenów w nadprzyrodzonych okolicznościach – istniały historie tłumaczące powstanie każdej rzeki z osobna bądź w związku z innymi.

#### Rzeki
- Dunaj miał powstać gdy Dunaj Iwanowicz popełnił samobójstwo przebijając się mieczem, a on i jego krew stała się rzeką. Samobójstwo popełnił gdy po zabiciu żony, dowiedział się, że była w ciąży[14].
- Dunajec powstał, gdy Bolesław Chrobry przeciął swoim własnym mieczem góry (władcom przypisywano boskie zdolności). Były też alternatywne wersji historii, bez obecności historycznej postaci[15].
- Powstanie rzeki Niemen tłumaczono, iż dwa dopływy stanowić miały brata oraz siostrę – Niemanieca i Łoszę. Na skutek ich kłótni Łosza uciekła od brata, ale zabłądziła. Gdy Niemaniec się obudził, odnalazł siostrę i zjednoczeni wyruszyli w dalszą drogę jako jedna rzeka[16].
  - Inna wersja legendy podaje, iż Niemen i Losza stanowili parę małżeńską, która dobrała się mimo różnic w swoim charakterze (cichy i pracowity Niemen i głośna, ale leniwa Losza). Krewnymi Niemena, obecnymi na ślubie mieli być Sura, Ufa, Uzdianka i Szchara. Zdenerwowany zachowaniem Loszy, Niemen miał chować się po wszelkich miejscach, ostatecznie chowając się w morzu. Losza do znalezienia Niemena, poprosiła ptaka, brzozę i świstaka, ale pomoc otrzymała jedynie od Wyni, która utworzyła z piasku okolice miejscowości Piaskowe, by ujrzeć Niemena z daleka. Losza została rzucona w ręce Niemena, przez Fale Gorzkich Łez, gdyż ona uznała, iż bez niego uschnie z rozpaczy. Doprowadziło to do powstania miejscowości takich jak Łoszany, Mroczki, Przewóz, Sosnówka, Raczyca, Podjelniki i Piaskowe. Każdej wiosny i deszczowej jesieni, Niemen ma wracać do Loszy w postaci deszczu, do swojej matki – Krynicy[17].
- Dźwin miał mieć dwóch synów – Sóża i Dniepra, oraz tajemny amulet który umożliwiał szybką zamianę dnia w noc. Gdy został skradziony przez sąsiadów, Dniepr został wysłany przez Dźwina w pościg, lecz z powodu zmęczenia musiał zostać wsparty przez Soża, który jednak też nie był w stanie wykonać zadania. Dniepr reprezentuje rzekę pól i sad, Sóż rzeki bagien i mchy, a Dźwin regionów dokąd go oczy poniosą. Wszystkie trzy rzeki dać miały początek Białorusi[17].

#### Jeziora
- Wierzono, iż jeziora Mazur stanowiły kawałki naszyjnika olbrzymki, która uciekała przed olbrzymem, a odłamki stały się jeziorami Krainy Tysiąca Jezior[18].
- Jezioro Dadaj było kobietą Dadaj, która stanowiła narzeczoną Krystka, lecz została wciągnięta przez szczelinę przez złe siły i stała się wodą[19].
- Czarny Staw stanowił kobietę, która na skutek klątwy rzuconej przez ojca (za próbę małżeństwa z sąsiednim ludem) stała się jeziorem, a jej czarne ubranie zabarwiło go na czarny kolor – jej dzieci stanowić miały jeziora, które tworzą się ze strumieni, pochodzących z Czarnego Stawu, w tym Morskie Oko. Próba uczynienia z matki ludzkiej postaci, kończyć się miało pojawieniem się lawiny – w taki sposób w Tatrach tłumaczono te zjawiska. Ten sam mit wyjaśniał też wysokość Rys w porównaniu do innych szczytów Tatr[20].
- Wyspa na Jeziorze Serce, została opisana jako zamrożona krew z rany na sercu czystej dziewczyny – Gali, która to zginąć miała wraz ze swoim narzeczonym, który prowadził rozwiązły tryb życia, ostatecznie jednak postanowił się nawrócić. Jezioro stanowić miało hipostazę stanu ich relacji[21].
- Świteź było efektem incydentu w mieście, w którym jedna z kobiet nakarmiła bezdomnego, wbrew zwyczajowi miasta zabraniającego takich praktyk. Uciekając wraz dzieckiem, spojrzała (wbrew wytycznym żebraka) za siebie, a po zobaczenia miasta, które rozpadało się i zmieniało w wodę, zamieniła się w głaz. Dawniej do kamienia na Świtezi bezdzietne kobiety przychodziły aby modlić się o dziecko do ducha skamieniałej wdowy. Wierzono, iż zanurzenie ręki w wodzie i dotknięcie nim głazu, spowoduje możliwość ujrzenia łez i krwi kobiety[21].
- Istnienie Bagna Komarowskiego tłumaczono klątwa złodziej skarbów, który rzucił ją na mnicha przemieniając go w wodę[21].
- Jezioro Narocz – największy, stojący akwen Białorusi miał stanowić rozbite lustro kobiety, która ujrzała w nim śmierć swojego ukochanego. Sama zaś zamieniła się w mewę[21].

#### Mity o morzu
- Morze Bałtyckie było domem Juraty – Królowej Bałtyku, która zakochała się w rybaku, jednak Perun (personyfikacja piorunów) zrzucając błyskawicę doprowadził do zatopienia łodzi rybaka i jego zwłoki spłynęły do Juraty. Piorun zniszczył bursztynowy pałac – w taki sposób wyjaśniało odnajdywanie bursztynu na plażach[20].
- Morze uważane było za słone dlatego, iż jeden z ludzi dzięki umowie z diabłem, uzyskał młynek do produkcji nieskończonej ilości soli, lecz ten został ukradziony. Złodziej próbując uciec przez morze nie wiedział jak go wyłączyć, więc musiał go wyrzucić, aby statek nie utonął przez ciężar soli[22].
- Inny mit mówi o Sadko Minsteri, muzykancie który grał w podwodnym pałacu, lecz przez złamanie umowy, która gwarantowała mu uzyskanie mitycznej córki, został wyrzucony na brzeg Czerniawy. Gdy wracał i grał, tańczące morze miało zatapiać statki, co wyjaśniało pochodzenie sztormów[13].

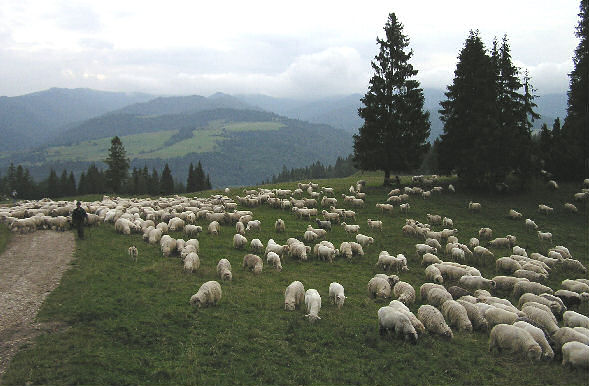
Owca stanowi do dziś ważny element kultury i folkloru Słowian

### Powstanie zwierząt
- W czasie okresu dominacji dobrych sił na Ziemi, owce zostały stworzone przez Boga, który miał się nudzić po ukończeniu swojego zadania, więc stworzył nowy gatunek stworzeń w postaci owiec, kij i fajkę, a następnie został pasterzem. Zazdrosny diabeł stworzył dla siebie własne stado, które wypasało by się same – kozy. Z tego powodu kozy były nieposłuszne, a sam diabeł często przybierał ich postać[23][24] .
  - Inna historia mówi z kolei o oswojeniu kóz przez człowieka. Kozy pasące się same, stworzyły chatkę ze swojego sera, lecz człowiek przyłapany na jej kosztowaniu musiał za karę je paść, co doprowadziło do tego że kozy trafiły do ludzkich domów[25].
- Wilki, podobnie jak Kozy zostały stworzone przez diabła. W samej tylko Polsce zachowano wiele wersji mitu o stworzeniu wilka przez siły demoniczne[24] . Zdolność zarządzania wilkami była cechą niektórych świętych (np. Świętego Mikołaja) lub Boga[26].
- Jedwabniki narodziły się z łez Maryi idącej na Golgotę, która zobaczyła żabę, której widok tak ją rozbawił, że zaczęła się śmiać. Zdając sobie sprawę z tego, że nie uśmiechanie się nie było odpowiednie, przeklęła się żeby jej łzy zmieniły się w owady[27].
- Kaczka stanowiła wytwór diabła, który potrzebował jej do wyławiania lądów z wody[28][29].
- Kogut stanowić miał twór Boga, który potrzebował go do zniesienia jaja, z którego wykluć miało się siedem pierwszych rzek, umożliwiających roślinom wzrost[30]

#### Relacje między zwierzętami
- Niezgodę między wilkiem, a psem tłumaczono faktem iż jeden miał drugiemu szyć buty, lecz ostatecznie te okazały się nieskuteczne. Zdenerwowany Wilk uznał psa za oszusta[31].
- Niedźwiedź i lis początkowo stanowić mieli partnerów, lecz seria psot lisa doprowadziła niedźwiedzia do stanu, w którym przestał mu ufać. Jeden z nich miał polegać na zachęceniu niedźwiedzia przez lisa, do włożenia ogona w przerębel celem nałapania ryb, co skończyło się jego przymarznięciem do lodu. Podczas obławy myśliwskiej, niedźwiedź uwolnił się gdy myśliwy odciął mu ogon – w ten sposób tłumaczono krótki ogon u niedźwiedzia[23].
- Psy dawniej zamieszkiwać miały wodę, lecz chcąc dostać się na ziemię spotkały ludzkich myśliwych, którzy powiedzieli, iż psy mogą tylko przez rok być na lądzie. Po tym okresie myśliwy zdenerwował się na psy, iż przebywają już w ich świecie za długo, one zaś odpowiedziały, iż nie mogą wrócić do wody, gdyż zgubiły akt na papierze który umożliwił by im powrót do ich rodzinnego królestwa. Oddane pod opiekę kotu zostały utracone, gdyż zjeść je miały myszy. Mit miał wyjaśniać dlaczego człowiek ściga psy, pies – koty, a koty – myszy[21].

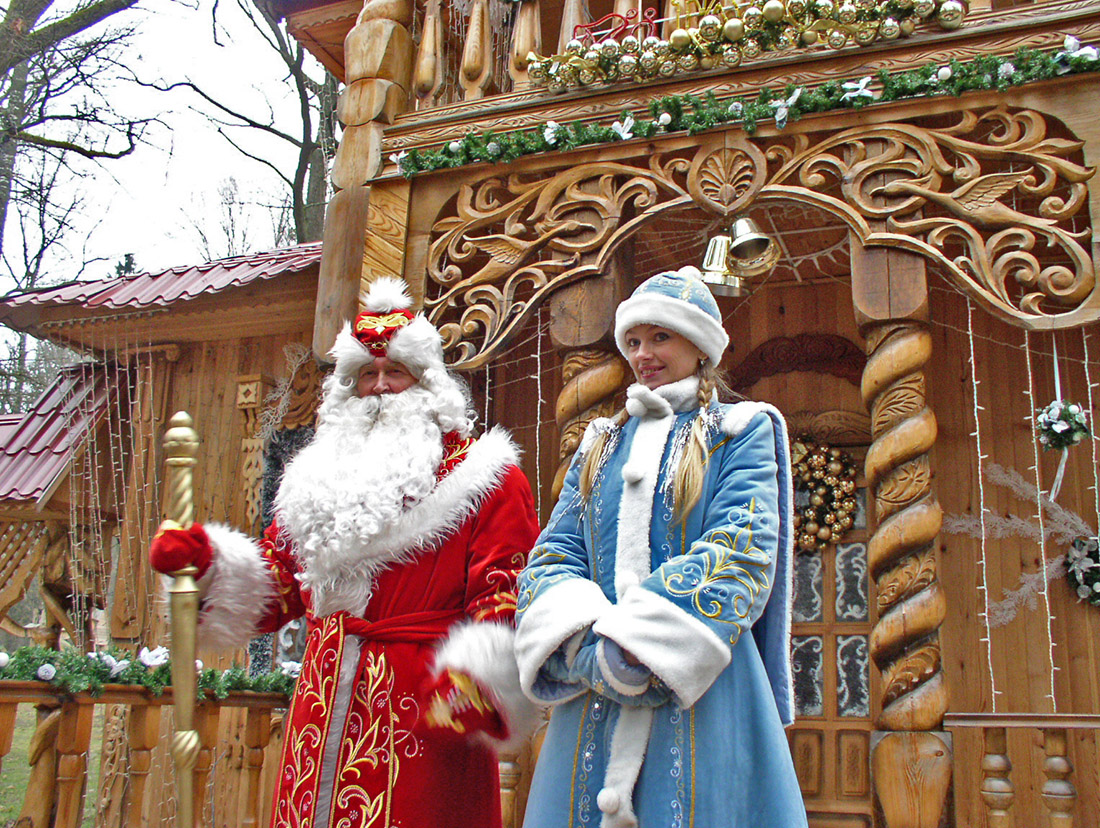
Dziadek Mróz i Śnieżynka